# بخش هامبدن، شهرستان گیگا، اوهایو
بخش هامبدن (به انگلیسی: Hambden Township) یک منطقهٔ مسکونی در ایالات متحده آمریکا است که در شهرستان جی‌آگو، اوهایو واقع شده‌است.
 بخش هامبدن ۵۸٫۲ کیلومتر مربع مساحت و ۴٬۶۶۱ نفر جمعیت دارد و ۳۹۷ متر بالاتر از سطح دریا واقع شده‌است.